# اسب‌کشان
اسب‌کشان روستایی در دهستان خوارتوران بخش بیارجمند شهرستان شاهرود استان سمنان ایران است.

## جمعیت
بر پایه سرشماری عمومی نفوس و مسکن در سال ۱۳۹۵ جمعیت این روستا ۲۶ نفر (۹خانوار) بوده‌است.